# Pere de Clariana i de Seva
Pere de Clariana i de Seva (Barcelona? - Valladolid, 13 d'agost de 1559), Perot de Clariana, doctor en quiscun dret, senyor de Plegamans, pertanyia a una família de juristes nobles provinents del Penedès instal·lats de temps a Barcelona. Fill de Benet-Simó de Clariana i de Seva, senyor de la casa Fonollar de Sant Boi de Llobregat, donzell, i de Caterina de Vilatorta i Alegre, senyora de Plegamans.
Es casà amb Anna Descoll i Joana d'Anglesola.
A inicis del segle xvi el Consell de la Vila Granollers es fa càrrec de l'administració de l'Hospital per la donació de Pere de Clariana i de Seva que reserva per ell i els seus successors el nomenament del capellà.
Pot ser que a ell, però més probablement al seu germà Dionís, estigui dedicat l'Armorial d'Esteve Tamborino on destaca l'escut de la família.
Va ser nomenat advocat de la Generalitat el 1527. Dos anys més tard passava a formar part de l'Audiència del Principat com ho havia estat son pare el 1500.
El 1548 se'l va invitar a formar part del Consell d'Aragó per mitjà del virrei de Catalunya, marquès d'Aguilar, però es va excusar. Tanmateix, quatre anys més tard (1552), acceptà el càrrec de vicecanceller que comportava presidir el Consell d'Aragó; aleshores escriu a Granvela, declarant-se client seu. El príncep Felip (després Felip II) celebrà aquesta elecció. Va romandre al càrrec fins a la mort. Va ser el darrer vicecanceller català del Consell d'Aragó.
Havia redactat testament el 1554. Va morir a Valladolid on era la cort.